# Bernard Knubel
Bernard Wilhelm Knubel (Münster, 13 novembre 1872 – Münster, 16 aprile 1957) è stato un pistard tedesco.
Partecipò alle gare di ciclismo delle prime Olimpiadi moderne che si svolsero ad Atene nel 1896, nei 100 kilometri, ritirandosi al 41º km.